# Жовтневе (заказник)
Жовтне́ве — ботанічний заказник місцевого значення в Україні. Об'єкт розташований на території Попільнянського району Житомирської області, на північ від села Ходорків. 
Площа 48,2 га. Статус присвоєно згідно з рішенням облвиконкому від 07.03.1991 року № 68. Перебуває у віданні ДП «Попільнянське ЛГ» (Ходорківське лісництво, кв. 86, вид. 16; кв. 87, вид. 7; кв. 95, вид. 11; кв. 96, вид. 1, 8).
Статус присвоєно для збереження кількох частин лісового масиву з цінними насадженнями дуба.